# 大原祐子
大原 祐子（おおはら ゆうこ、1937年11月21日 - 没年不詳）は、日本の歴史学者。元東京大学教養学部助教授。専攻は、カナダ史。

## 略歴
東京生まれ。立教女学院高等学校卒業。1960年、立教大学文学部史学科卒業。1963年、立教大学大学院文学研究科修士課程史学専攻修了（文学修士）。
1973年、カナダ・ヴィクトリア大学大学院修士課程修了（Master of Arts)。1976年、立教大学大学院文学研究科西洋史博士課程単位取得退学。
1977年、東京大学教養学部助教授（アメリカ研究資料センター）に就任。
1987年1月29日、クモ膜下出血で倒れ療養生活に入り、1992年3月に東京大学を退職。その後、横浜市の養老病院で逝去。

## 著書
- 『カナダ現代史』（山川出版社、世界現代史31） 1981.2
- 『カナダ史への道』（山川出版社） 1996.6

### 共編
- 『概説カナダ史』（馬場伸也、有斐閣選書） 1984.12
- 『新アメリカ学入門』（東京大学アメリカ研究資料センター、アメリカ研究邦語基本図書） 1987.4

## 翻訳
- 『カナダの歴史 大地・民族・国家』（J.M.S.ケアレス、清水博共訳、山川出版社） 1978.4
- 『図説・世界の歴史 7 アジア・アフリカのめざめ ひとつになる世界』（J.M.ロバーツ、小峰書店） 1982.9
- 『カナダよ永遠に 歴史とナショナリズムについて』（ラムゼー・クック、サイマル出版会） 1984.2

## 参考
- 『カナダ史への道』年譜